# 0011ナポレオン・ソロ

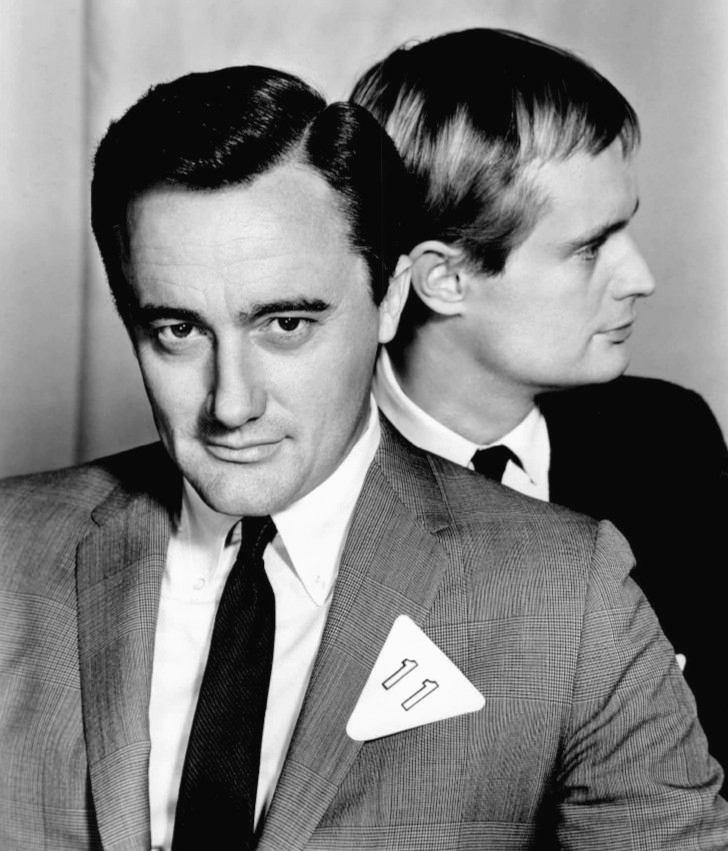
ナポレオン・ソロ役のロバート・ヴォーンと、イリヤ・クリヤキン役のデヴィッド・マッカラム（写真 1966年、MGMテレビ）

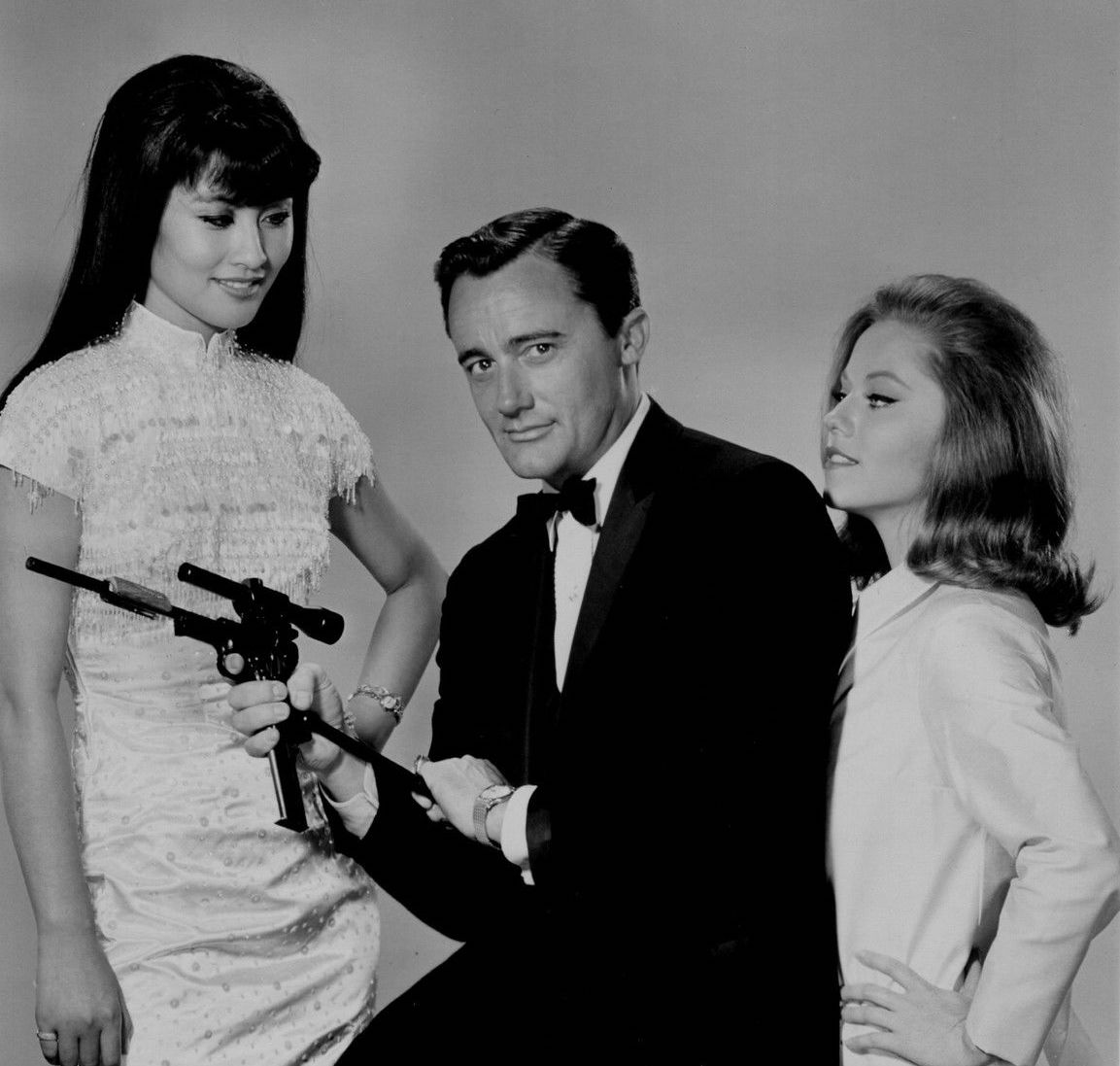
左からグレース・リー、ロバート・ヴォーン、メイ・ヘザーリー（1964年撮影、報道写真。MGMテレビ）

『0011ナポレオン・ソロ』（ぜろぜろいちいちなぽれおんそろ、The Man from U.N.C.L.E.）は、アメリカNBC系列で、1964年から1968年まで4シーズンにわたり放送された、スパイもののテレビドラマ（メトロ・ゴールドウィン・メイヤー製作）。第1シーズンはモノクロ、以降はカラー放送。日本では、1965年から1970年まで、日本テレビ系列で放送された。

## 概要

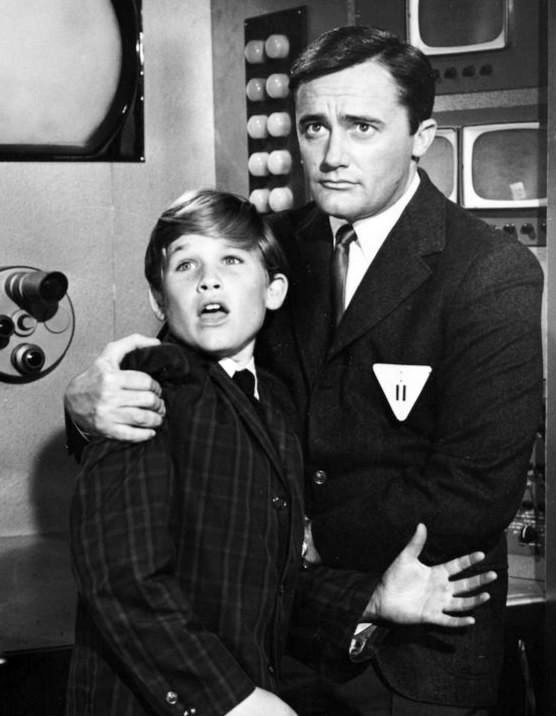
1964年12月1日放送「アザラシが死を運ぶ」ロバート・ヴォーンとカート・ラッセル（左）（写真 NBCテレビ、1964年12月15日）

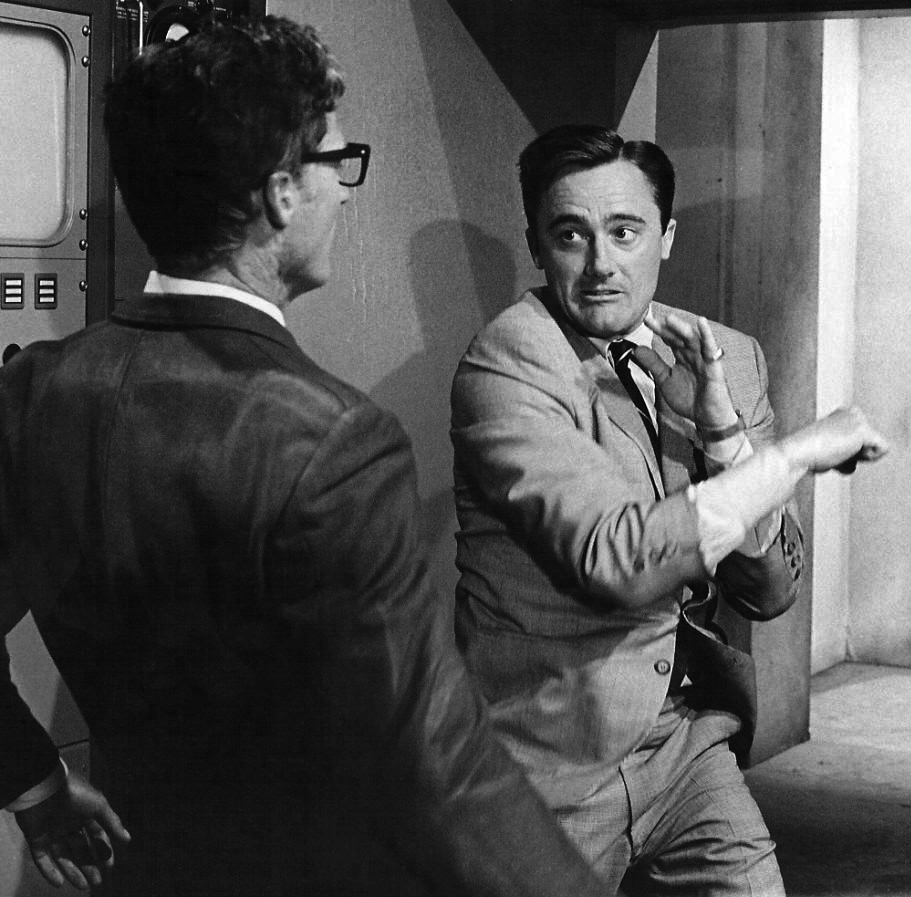
1967年1月6日放送「平和ヶ丘分譲住宅」THRUSHエージェント役のハーバート・アンダーソン（左）とロバート・ヴォーン（写真 NBCテレビ）

国際機関アンクル（U.N.C.L.E.）のエージェント、ナポレオン・ソロとイリヤ・ニコヴィッチ・クリヤキンの活躍を描く。当初はさまざまな敵を相手に活動していたが、途中から国際犯罪組織スラッシュ（THRUSH）が登場し、もっぱらその組織と戦う回がメインとなっていった。また、初めはハードだった作風も、次第にコミカルなタッチへと変貌し、それが特色となった。企画にはイアン・フレミングが参加していた。
原題が“Man”と単数であることからも分かるとおり、当初はソロ（ロバート・ヴォーン）を主人公として作られ、イリヤ（デヴィッド・マッカラム）は脇役に過ぎなかった。ところが、次第にイリヤに注目が集まるようになったため出番も増え、ほどなくソロとイリヤがコンビで活躍するシリーズへと変貌した。むしろ、人気ではイリヤ（マッカラム）が、ソロ（ヴォーン）を凌ぐようにすらなった。そのため、二人の不仲説も根強く語られている。しかし、優秀だが女性には弱いソロと、クールに任務をこなす中性的なイリヤという対比が、番組をより面白くしたことに異論は見られない。

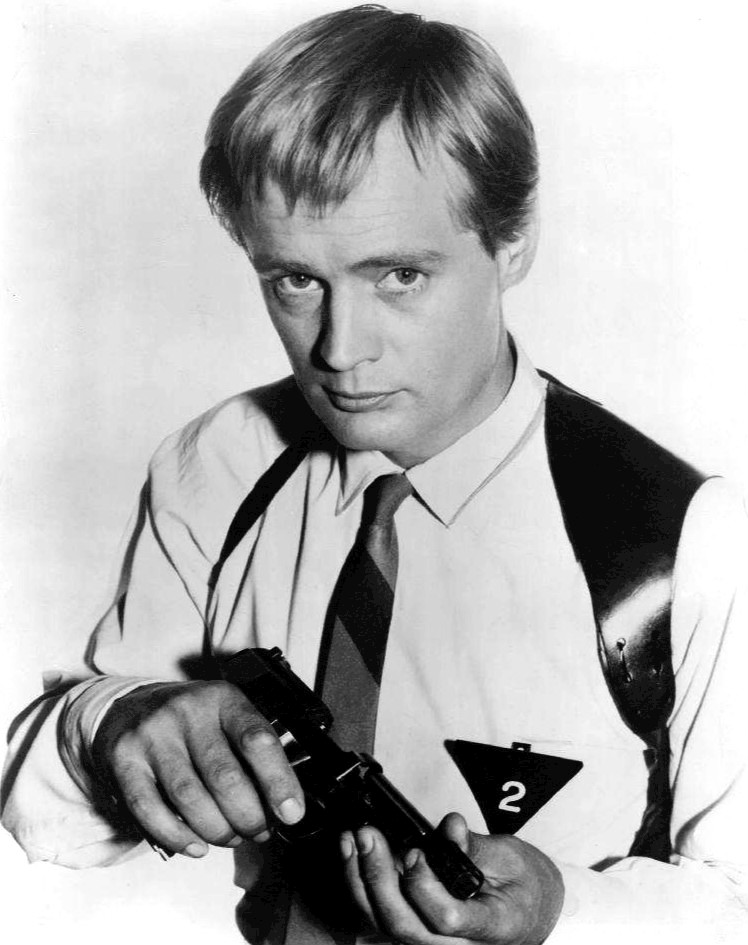
イリヤ・クリヤキン役、デヴィッド・マッカラム（1965年1月26日）

アメリカ本国では1967年に入るとマンネリ化もあって徐々に人気に陰りが見え始め視聴率が低迷していったが、日本では“ビートルズか、ナポレオン・ソロか”と言われるほどの大人気番組となり、特にイリヤ役のデヴィッド・マッカラムは若い女性から熱烈な支持を得て来日の際は大歓迎を受けた。
本作のエピソードを再編集した劇場映画も全8作品が公開された。また、アンクルの女性エージェント、エイプリル・ダンサー（ステファニー・パワーズ）を主人公とした、スピンオフ作品『0022アンクルの女』も作られた。
2015年にはガイ・リッチー監督の映画『コードネーム U.N.C.L.E.』としてリメイクされた。

## アンクル（U.N.C.L.E.）
世界の法と秩序を守る国際機関で“United Network Command for Law and Enforcement”（法執行のための連合網司令部）の略。世界各国が加盟しているが、放送当時の設定では、中華人民共和国とアルバニアは加盟していないとされていた（ソビエト連邦は加盟しており、イリヤ・クリヤキンは、ロシア人）。“uncle”でおじさん（伯父・叔父）の事でもある。
本部またはメンバー同士との交信は、初期はシガレット・ケース型、後にはボールペン型（ノック部分が伸びアンテナとなる）の無線機で、専用衛星回線を使用して行われた。交信の合図は、「オープン・チャンネルD」。
なお、アンクルはこのドラマ内のオリジナルの組織であるが、番組のエンディング・クレジットでは、あたかも実在の組織のごとく、番組がアンクルの協力で制作されたと明記されている。

### 本部
ニューヨークの国連本部近くのビルの中にある。外観は古いが、内部は最新設備が整っている。
メンバーが本部に入るには、ビルの表通りに面した半地下にある、デル・フロリア洋服店内試着室の、秘密の出入り口を使用する。中に入ると、まずゲートの女性オペレーターから、逆三角形の認識プレートを受け取り、胸に着ける。プレートは、部門ごとに色が異なり、各メンバーの認識番号が書かれている（ソロは11、イリヤは2）。このプレートは、立ち入り毎に微量の放射性物質が塗布され、これを知らない者が未処理のプレートを着けただけで侵入しようとすると、警報が鳴る。
劇場版“To Trap a Spy”、オリジナルパイロット版“Solo”、TVエピソード“The Vulcan Affair”では冒頭シーンで侵入したスパイが警報に引っ掛かるシーンがある。

### 組織
- 第1課：方針と作戦（Policy and Operations）
- 第2課：作戦と実行（Operations and Enforcement）ソロやイリヤが所属する。課長は、アレキサンダー・ウェーバリー。
- 第3課：実行と情報（Enforcement and Intelligence）
- 第4課：情報と通信（Intelligence and Communications）
- 第5課：通信と警備（Communications and Security）
- 第6課：警備と人事（Security and Personnel）
- 第7課：広報と宣伝（Public Relations and Propaganda）
- 第8課：研究と開発（Research and Development）

### 装備

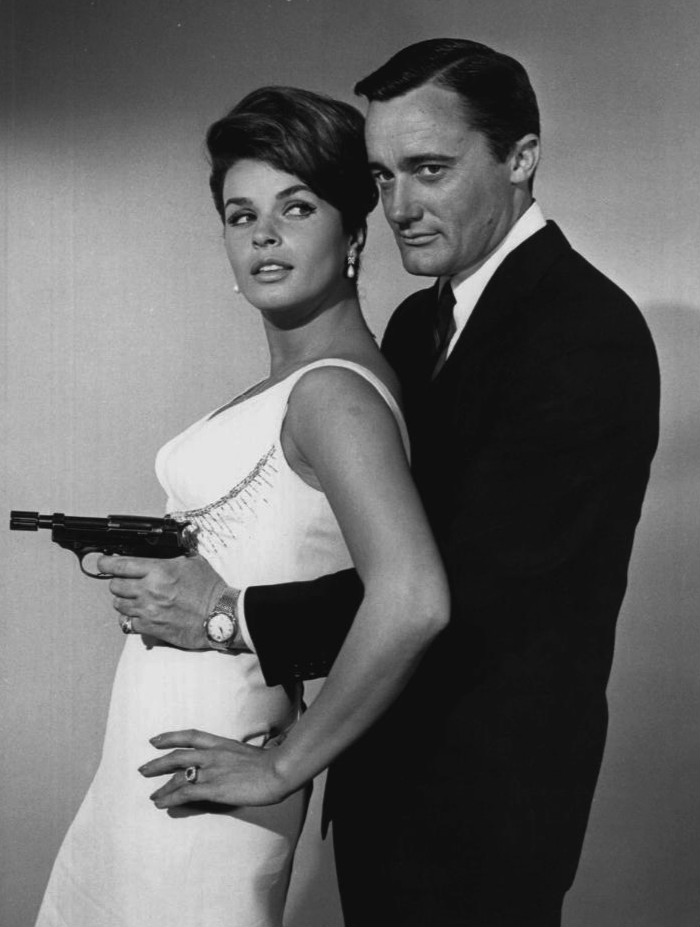
センタ・バーガーとロバート・ヴォーン 1964年11月17日放送「The Double Affair」（写真 NBCテレビ）

ワルサーP38 アンクル・スペシャル
ワルサーP38K（銃身のパイプ部分及び照星がない短銃身モデル）。通常は、消音器（あるいはマズルブレーキ）を着けて使用。延長銃身・スコープ・金属パイプ銃床を装着し、カービンに変形させての狙撃も可能。日本では、モデルガンも製造・販売された。「戦え!超ロボット生命体トランスフォーマー」のメガトロンの変形モチーフとなったことでも知られる。なお、銃弾発射の仕組みとして、空気銃的な機構を採用しており、より静音性に優れている。　さらに使用銃弾として、一般の銃弾と麻酔薬入りの銃弾を使用していた。
マウザー（モーゼル）オリジナルタイプ　アンクル・スペシャル
第1シーズンの数回で使用されていた。マウザー　モデル1910、1914を基本に上記ワルサーP38と同様のカービンとしての付属品が装着できた。
アンクル・カー
2シーター・スポーツカーを改造し、特殊装備を施した車両。サーモプラスティックで作られた2人乗りのスポーツカーで、車高が低く、上方に開くガルウィングドアが特徴的な車。ベースは、プラモデル・メーカーのAMT社が実車として製造・販売した「ピラニア」（シボレー・コルヴェアの空冷式水平対向6気筒エンジンを搭載し、ガルウィングのドアを備えた、当時としては斬新なデザインだった）。
アンクルカーの秘密兵器は6気筒の飛行機用のエンジン、レーザー・ビーム砲、ロケット発射台、マシンガン、パラシュート、プロペラ、レーダー、などのハイテク装置（もちろん装飾）が取り付けられ、アンクル・カーは完成した。
しかし、撮影ではしばしば問題があり、エンジンはなかなか、かからない、バッテリーは常にダウン、装置もすぐ止まってしまう。何も問題なく走れるのはたった数メートルほどだったらしい。車高が約114センチと低かったため、ヴォーンとマッカラムが急いで乗り降りするのがとても困難だった。

## スラッシュ（THRUSH）
アンクルの宿敵の国際犯罪組織。“Technological Hierarchy for the Removal of Undesirables and the Subjugation of Humanity”（人類を征服する為好ましからざるものを取り除く技術階層）の略。ちなみに、“thrush”でツグミの意。世界征服と人類の支配を狙う闇の超国家だが、その作戦活動は多岐にわたり一貫性が無く、判り易い「単なる悪役」でしかない。
このスラッシュの起源として、コナン・ドイル作のシャーロック・ホームズ、シリーズにて敵役のジェームズ・モリアティ教授が創出した悪の組織を、シャーロック・ホームズ最後の事件にてモリアティ教授の死後、部下のコロネル・セバスチャン・モランが作った組織の後継組織としてシリーズ１では設定されている。シリーズ２ではスラッシュの創出者、兼、首魁として女性が登場している。

## キャスト
- ナポレオン・ソロ：ロバート・ヴォーン（声：矢島正明）
- イリヤ・クリヤキン：デヴィッド・マッカラム（声：野沢那智）
- アレキサンダー・ウェーバリー：レオ・G・キャロル（声：真木恭介）
- リザ・ロジャース秘書：バーバラ・ムーア（声：野沢雅子）
- J.B.：ジョージ・レーゼンビー（声：郷里大輔）
- OPナレーション：（声：大木民夫）

## スタッフ
- 企画：ノーマン・フェルトン、サム・ロルフ
- 制作総指揮：ノーマン・フェルトン
- 制作：サム・ロルフ、アンソニー・スピナー、ボリス・イングスター
- テーマ音楽作曲：ジェリー・ゴールドスミス
- 日本語版翻訳：篠原慎
- 日本語版演出：滝山照生（テレビシリーズ）、左近允洋（0011ナポレオン・ソロ2）
- 日本語版制作：番町スタジオ、グロービジョン

## 日本での放送時間
放送時間はいずれも日本時間。
第1シーズン
- 1965年6月11日 - 1966年3月：金曜21:00 - 22:00→日曜21:00 - 22:00→日曜21:30 - 22:30

第2シーズン
- 1966年10月30日 - 1967年4月30日：日曜21:30 - 22:30

第3シーズン
- 1967年11月12日 - 1968年2月18日：日曜21:30 - 22:26

第4シーズン
- 1969年7月5日 - 1970年9月26日：土曜22:30 - 23:26

第5シーズン
- 1971年1月 - 6月28日：月曜22:00 - 22:55

これらの他、1970年4月9日 - 9月29日には、第3シーズンまでの傑作編を集めた『新ナポレオン・ソロ90分!』を、『巨泉×前武ゲバゲバ90分!』中断中の穴埋め番組として、火曜20:00 - 21:26に放送した。

### 放映リスト
アメリカ放映順《105話》、（　）は日本放映順《89話》　　　　　
- No.1の「罠を張れ」には、51分のモノクロ版と、71分のカラー・パイロット版があり、2015年、衛星劇場より字幕で放映された。
- 劇場版エピソードや、21話「4段階事件」、39話「桜事件」も同様で、2015年衛星劇場が初放映と思われる。

| 1          | （劇場版第1作 罠を張れ）                            | The Vulcan Affair                              | S1-E01 | 1964.09.22 |
| 2 （4）    | S-9を奪回せよ                                       | The Iowa Scuba Affair                          | S1-E02 | 1964.09.29 |
| 3 （1）    | ユーゴスラビアに潜行せよ                            | The Quadripartite Affair                       | S1-E03 | 1964.10.06 |
| 4 （26）   | 箱舟号の反乱                                        | The Shark Affair                               | S1-E04 | 1964.10.13 |
| 5 （7）    | 死体を殺せ！                                        | The Deadly Games Affair                        | S1-E05 | 1964.10.20 |
| 6 （22）   | ユカタンの鮫                                        | The Green Opal Affair                          | S1-E06 | 1964.10.27 |
| 7 （2）    | アンデスにロケットを撃ちこめ                        | The Giuoco Piano Affair                        | S1-E07 | 1964.11.10 |
| 8          | （劇場版第2作 消された顔）                          | The Double Affair                              | S1-E08 | 1964.11.17 |
| 9 （25）   | ガスのお値段                                        | The Project Strigas Affair                     | S1-E09 | 1964.11.24 |
| 10 （11）  | アザラシが死を運ぶ                                  | The Finny Foot Affair                          | S1-E10 | 1964.12.01 |
| 11 （5）   | 海底王国を粉砕せよ                                  | The Neptune Affair                             | S1-E11 | 1964.12.08 |
| 12 （20）  | 鳩は何を告げる                                      | The Dove Affair                                | S1-E12 | 1964.12.15 |
| 13 （19）  | おんなの喉を裂け                                    | The King of Knaves Affair                      | S1-E13 | 1964.12.22 |
| 14 （24）  | 裏には裏をかけ                                      | The Terbuf Affair                              | S1-E14 | 1964.12.29 |
| 15 （3）   | 手錠のままのアベック                                | The Deadly Decoy Affair                        | S1-E15 | 1965.01.11 |
| 16 （13）  | 午前0時03分                                         | The Fiddlesticks Affair                        | S1-E16 | 1965.01.18 |
| 17 （23）  | 失われた2時間                                       | The Yellow Scarf Affair                        | S1-E17 | 1965.01.25 |
| 18 （9）   | コップの中の嵐                                      | The Mad, Mad Tea Party Affair                  | S1-E18 | 1965.02.01 |
| 19 （17）  | 没落への脱出                                        | The Secret Sceptre Affair                      | S1-E19 | 1965.02.08 |
| 20 （14）  | 猛犬にご注意                                        | The Bow Wow Affair                             | S1-E20 | 1965.02.15 |
| 21         | （4段階事件 劇場版第1作「罠を張れ」を混合）         | The Four-Steps Affair                          | S1-E21 | 1965.02.22 |
| 22 （21）  | パリの夜 ダイヤを追う                               | The See-Paris-and-Die Affair                   | S1-E22 | 1965.03.01 |
| 23 （16）  | 全員 課長を救助せよ                                 | The Brain Killer Affair                        | S1-E23 | 1965.03.08 |
| 24 （18）  | 香港の黒い霧                                        | The Hong Kong Shilling Affair                  | S1-E24 | 1965.03.15 |
| 25 （8）   | 拾った危機                                          | The Never-Never Affair                         | S1-E25 | 1965.03.22 |
| 26 （6）   | 僧衣の野望                                          | The Love Affair                                | S1-E26 | 1965.03.29 |
| 27 （12）  | ポーロック館の地下牢                                | The Gazebo In the Maze Affair                  | S1-E27 | 1965.04.05 |
| 28 （15）  | つかの間の生涯の物語                                | The Girls From Nazarone Affair                 | S1-E28 | 1965.04.12 |
| 29 （10）  | 老スパイは死なず                                    | The Odd Man Affair                             | S1-E29 | 1965.04.19 |
| 30         | （劇場版第3作 地獄へ道づれ）                        | Alexander the Greater Affair: Part One         | S2-E01 | 1965.09.17 |
| 31         | （劇場版第3作 地獄へ道づれ）                        | Alexander the Greater Affair: Part Two         | S2-E02 | 1965.09.24 |
| 32 （27）  | 計算機に身体を張れ                                  | The Ultimate Computer Affair                   | S2-E03 | 1965.10.01 |
| 33 （29）  | キツネとタヌキ                                      | The Foxes and Hounds Affair                    | S2-E04 | 1965.10.08 |
| 34 （28）  | スラッシュはゴーゴーがお好き                        | The Discotheque Affair                         | S2-E05 | 1965.10.15 |
| 35 （30）  | 亡霊が名画を狙う                                    | The Re-Collectors Affair                       | S2-E06 | 1965.10.22 |
| 36 （31）  | アラビアのクリヤキン                                | The Arabian Affair                             | S2-E07 | 1965.10.29 |
| 37 （32）  | 殺虫剤でトラ狩り                                    | The Tigers Are Coming Affair                   | S2-E08 | 1965.11.05 |
| 38 （34）  | 末は博士かスラッシュか                              | The Deadly Toys Affair                         | S2-E09 | 1965.11.12 |
| 39         | （桜事件）                                          | The Cherry Blossom Affair                      | S2-E10 | 1965.11.19 |
| 40 （33）  | ロベスピエール対ナポレオン                          | The Virtue Affair                              | S2-E11 | 1965.12.03 |
| 41 （36）  | スラッシュ少年合唱団                                | The Children's Day Affair                      | S2-E12 | 1965.12.10 |
| 42 （35）  | 追跡特急                                            | The Adriatic Express Affair                    | S2-E13 | 1965.12.17 |
| 43 （38）  | 史上最硬の金属                                      | The Yukon Affair                               | S2-E14 | 1965.12.24 |
| 44 （37）  | 人形の裁き                                          | The Very Important Zombie Affair               | S2-E15 | 1965.12.31 |
| 45 （44）  | 女に骨ぬき                                          | The Dippy Blonde Affair                        | S2-E16 | 1966.01.07 |
| 46 （40）  | アフリカ大陸征服作戦                                | The Deadly Goddess Affair                      | S2-E17 | 1966.01.16 |
| 47 （39）  | 蜂                                                  | The Birds and Bees Affair                      | S2-E18 | 1966.01.21 |
| 48 （42）  | アンクルの中にいる他人                              | The Waverly Ring Affair                        | S2-E19 | 1966.01.28 |
| 49         | （劇場版第4作 消えた相棒）                          | The Bridge of Lions Affair: Part 1             | S2-E20 | 1966.02.04 |
| 50         | （劇場版第4作 消えた相棒）                          | The Bridge of Lions Affair: Part 2             | S2-E21 | 1966.02.11 |
| 51 （43）  | 幻の外人部隊                                        | The Foreign Legion Affair                      | S2-E22 | 1966.02.18 |
| 52 （41）  | アンクルから来た女                                  | The Moonglow Affair                            | S2-E23 | 1966.02.25 |
| 53 （47）  | 敵まで愛して                                        | The Nowhere Affair                             | S2-E24 | 1966.03.04 |
| 54 （46）  | 逆転の砲弾3発                                       | The King of Diamonds Affair                    | S2-E25 | 1966.03.11 |
| 55 （45）  | 地震はナマズのせいじゃなし                          | The Project Deephole Affair                    | S2-E26 | 1966.03.18 |
| 56 （49）  | 騎士道大作戦                                        | The Round Table Affair                         | S2-E27 | 1966.03.25 |
| 57 （50）  | コウモリ男                                          | The Bat Cave Affair                            | S2-E28 | 1966.04.01 |
| 58 （48）  | マイナスＸ                                          | The Minus-X Affair                             | S2-E29 | 1966.04.08 |
| 59 （51）  | 原子力西部劇                                        | The Indian Affairs Affair                      | S2-E30 | 1966.04.15 |
| 60 （53）  | ハー・マスターズ・ボイス                            | The Her Master's Voice Affair                  | S3-E01 | 1966.09.16 |
| 61 （52）  | フランケンシュタイン博士の人造女                    | The Sort of Do-It-Yourself Dredful Affair      | S3-E02 | 1966.09.23 |
| 62 （59）  | 0014マーク・スレート                                | The Galatea Affair                             | S3-E03 | 1966.09.30 |
| 63 （54）  | おじさん対アンクル                                  | The Super Colossal Affair                      | S3-E04 | 1966.10.07 |
| 64 （58）  | 鐘の鳴る丘                                          | The Monks of St. Thomas Affair                 | S3-E05 | 1966.10.14 |
| 65 （55）  | ナイスショット爆発                                  | The Pop Art Affair                             | S3-E06 | 1966.10.21 |
| 66 （56）  | 女の虫歯が鳴る時                                    | The Thor Affair                                | S3-E07 | 1966.10.28 |
| 67 （61）  | 過去のない女                                        | The Candidate's Wife Affair                    | S3-E08 | 1966.11.04 |
| 68 （57）  | アルジェの雨はオリーブ油                            | The Come with Me to the Casbah Affair          | S3-E09 | 1966.11.11 |
| 69 （60）  | スラッシュ・ミュージカル                            | The Off-Broadway Affair                        | S3-E10 | 1966.11.18 |
| 70         | （劇場版第5作 0011 ナポレオンソロ対シカゴギャング） | The Concrete Overcoat Affair: Part I           | S3-E11 | 1966.11.25 |
| 71         | （劇場版第5作 0011 ナポレオンソロ対シカゴギャング） | The Concrete Overcoat Affair: Part II          | S3-E12 | 1966.12.02 |
| 72 （62）  | ヒマラヤの雪男                                      | The Abominable Snowman Affair                  | S3-E13 | 1966.12.09 |
| 73 （63）  | アフリカでジェスチャー                              | The My Friend the Gorilla Affair               | S3-E14 | 1966.12.16 |
| 74 （65）  | 同士コズロフ議長                                    | The Jingle Bells Affair                        | S3-E15 | 1966.12.23 |
| 75 （66）  | 宇宙船ブンドリ作戦                                  | The Take Me to Your Leader Affair              | S3-E16 | 1966.12.30 |
| 76 （64）  | 平和ヶ丘分譲住宅                                    | The Suburbia Affair                            | S3-E17 | 1967.01.06 |
| 77 （67）  | アンクルは燃えているか                              | The Deadly Smorgasbord Affair                  | S3-E18 | 1967.01.13 |
| 78 （69）  | オーシャン・ウェーブ号の叛乱                        | The Yo Ho Ho and a Bottle of Rum Affair        | S3-E19 | 1967.01.20 |
| 79 （68）  | ナポレオンの棺                                      | The Napoleon's Tomb Affair                     | S3-E20 | 1967.01.27 |
| 80 （71）  | スタクロスなんかこわくない                          | The It's All Greek to Me Affair                | S3-E21 | 1967.02.03 |
| 81 （70）  | スラッシュ・ママ                                    | The Hula Doll Affair                           | S3-E22 | 1967.02.17 |
| 82 （72）  | 退役スラッシュの日記                                | The Pieces of Fate Affair                      | S3-E23 | 1967.02.24 |
| 83 （73）  | 1/2                                                 | The Matterhorn Affair                          | S3-E24 | 1967.03.03 |
| 84 （74）  | スラッシュ・ファッションショー                      | The Hot Number Affair                          | S3-E25 | 1967.03.10 |
| 85 （76）  | ローマの出来事                                      | The When In Roma Affair                        | S3-E26 | 1967.03.17 |
| 86 （75）  | リンゴを一口                                        | The Apple a Day Affair                         | S3-E27 | 1967.03.24 |
| 87         | （劇場版第6作 ミニコプター作戦）                    | The Five Daughters Affair; Part I              | S3-E28 | 1967.03.31 |
| 88         | （劇場版第6作 ミニコプター作戦）                    | The Five Daoughters Affair; Part II            | S3-E29 | 1967.04.07 |
| 89 （77）  | ウェイバリーを葬れ                                  | The Cap and Gown Affair                        | S3-E30 | 1967.04.14 |
| 90 （81）  | マシンガン ソロ                                     | The Summit-5 Affair                            | S4-E01 | 1967.09.11 |
| 91 （78）  | 強力スラッシュ新発売                                | The Test Tube Killer Affair                    | S4-E02 | 1967.09.18 |
| 92 （79）  | 財界ジュニアの問題点                                | The 'J' for Judas Affair                       | S4-E03 | 1967.09.25 |
| 93         | （劇場版第7作 スラッシュの要塞）                    | The Prince of Darkness Affair: Part I          | S4-E04 | 1967.10.02 |
| 94         | （劇場版第7作 スラッシュの要塞）                    | The Prince of Darkness Affair: Part II         | S4-E05 | 1967.10.09 |
| 95 （80）  | 凶弾相討つ                                          | The Master's Touch Affair                      | S4-E06 | 1967.10.16 |
| 98 （84）  | そしてアンジェラは…                                 | The Fiery Angel Affair                         | S4-E09 | 1967.11.06 |
| 96 （82）  | カリブのクリヤキン                                  | The Thrush Roulette Affair                     | S4-E07 | 1967.10.23 |
| 97 （83）  | 12時の殺人鬼                                        | The Deadly Quest Affair                        | S4-E08 | 1967.10.30 |
| 99 （86）  | アンクル進学教室                                    | The Survival School Affair                     | S4-E10 | 1967.11.20 |
| 100 （85） | アメリカ大陸征服作戦                                | The Gurnius Affair                             | S4-E11 | 1967.11.27 |
| 101 （89） | スラッシュから来た男                                | The Man From THRUSH Affair                     | S4-E12 | 1967.12.04 |
| 102 （87） | 目標ソロ                                            | The Maze Affair                                | S4-E13 | 1967.12.18 |
| 103 （88） | アンクルマンに明日はない                            | The Deep Six Affair                            | S4-E14 | 1967.12.25 |
| 104        | （劇場版第8作 地球を盗む男）                        | The Seven Wonders of the World Affair: Part I  | S4-E15 | 1968.01.08 |
| 105        | （劇場版第8作 地球を盗む男）                        | The Seven Wonders of the World Affair: Part II | S4-E16 | 1968.01.15 |

## 関連作品

### 映画
- 0011ナポレオン・ソロ 罠を張れ To Trap a Spy (1964) ※初公開時題名は「罠を張れ」のみ。
- 0011ナポレオン・ソロ 消された顔 The Spy with My Face (1965)
- 0011ナポレオン・ソロ 地獄へ道づれ One Spy Too Many (1966)
- 0011ナポレオン・ソロ 消えた相棒 One of Our Spies Is Missing (1966)
- 0011ナポレオン・ソロ対シカゴ・ギャング The Spy in the Green Hat (1966)
- 0011ナポレオン・ソロ ミニコプター作戦 The Karate Killers (1967)
- 0011ナポレオン・ソロ スラッシュの要塞 The Helicopter Spies (1967)
- 0011ナポレオン・ソロ 地球を盗む男 How to Steal the World (1968)
- コードネーム U.N.C.L.E. The Man from U.N.C.L.E. (2015) リメイク作品

### テレビ
- 0022アンクルの女 The Girl from U.N.C.L.E. (1967–1968) ※本作のスピンオフ作品
- 0011ナポレオン・ソロ2 帰ってきたナポレオン・ソロ The Return of the Man from U.N.C.L.E. (1983)
  - 本作の続編。何度かの映画化企画が頓挫した後、テレビの特番ドラマとして製作された。ヴォーンは当初から出演に意欲をみせていたが、マッカラムは「もう歳で身体が動かない」と消極的だったため、ヴォーンがマッカラムを説得する形で共演が実現した。ドラマ内でも、ソロはアンクルに呼ばれ任務を受けるが、クリヤキンはアンクルを辞めているという設定である。ラストは敵のボスが逃げおおせた形で幕となり、次の任務の要請が来るところで終わるが、これ以降の続編は作られなかった。ちなみに、ソロが美人を連れてカーチェイスでの途中、JBと銘打たれたナンバープレートのアストンマーティンに乗ったイギリス人スパイ（ジョージ・レーゼンビー）が登場し、危機を救われる場面がある。

### パロディ
- 001/7 チーズに愛をこめて The Mouse from H.U.N.G.E.R. (1967)
  - トムとジェリーの短編作品の1つ、MGM自身によるパロディ、邦題は007のパロディでもある[注 1][注 2]。

### 書籍
以下のものは全て絶版となっている。

#### ハヤカワポケットミステリ刊
- 『ナポレオン・ソロ01 / アンクルから来た男』 マイクル・アヴァロン著、伊東守男 訳
- 『ナポレオン・ソロ02 / 最終作戦』 H・ホイッティングトン著、青木秀夫 訳
- 『ナポレオン・ソロ03 / なぞの円盤』 ジョン・オーラム著、矢野徹 訳
- 『ナポレオン・ソロ04 / にせ札偽造団』 ジョン・オーラム著、小倉多加志 訳
- 『ナポレオン・ソロ05 / 人類抹殺計画』 デイヴィッド・マクダニエル著、一ノ瀬直二 訳
- 『ナポレオン・ソロ06 / 気ちがい科学者』 J・T・フィリフェント著、小鷹信光 訳
- 『ナポレオン・ソロ07 / 放射能キャラバン追跡』 ピーター・レスリー著、小倉多加志 訳
- 『ナポレオン・ソロ08 / ソロ対吸血鬼』 デイヴィッド・マクダニエル著、多田雄二 訳
- 『ナポレオン・ソロ09 / 恐怖の巨人衛星』 デイヴィッド・マクダニエル著、小倉多加志 訳
- 『ナポレオン・ソロ10 / 空飛ぶスラッシュ』 ピーター・レスリー著、青木秀夫 訳
- 『ナポレオン・ソロ11 / 世界木枯らし作戦』 J・ハンター・ホーリー著、小倉多加志 訳
- 『ナポレオン・ソロ12 / 消えた怪飛行船』 トーマス・ストラットン著、小倉多加志 訳
- 『ナポレオン・ソロ13 / 人間改造機』 トーマス・ストラットン著、多田雄二 訳
- 『ナポレオン・ソロ14 / 犯罪王レインボー』 デイヴィッド・マクダニエル著、小倉多加志 訳
- 『ナポレオン・ソロ15 / スラッシュ株式会社』 フレドリック・デイヴィズ著、小倉多加志 訳
- 『ナポレオン・ソロ16 / コンピューター作戦』 デイヴィッド・マクダニエル著、小菅正夫 訳

#### 久保書店QTブックス刊
- 『恐怖の逃亡作戦』 ピーター・レスリー著、中尾明 訳
- 『ナポレオン・ソロ / 秘密兵器事件』 ジョン・T・フィリフェント著、仁賀克雄 訳
- 『こわれたサングラス事件』 ピーター・レスリー著、野間節夫 訳
- 『悪魔のサイコロ事件』 ジョン・T・フィリフェント著、中尾明 訳

#### 洋販出版・洋販ライブラリー刊
- 『アンクルから来た男「人工湖作戦」』 P・レスリー著、遠藤浩 訳
- 『アンクルから来た男「恒久平和作戦」』 J・バーナード著、遠藤浩 訳

#### その他
- 『0011ナポレオンソロ 1〜3』 さいとうたかを著　サンデーコミックス（秋田書店）本作のコミック版

## DVD
米国では現在、TIME/LIFEとワーナー・ホーム・ビデオにより41枚組の“The Man From U.N.C.L.E. The Complete Collection DVD BOX”が発売中。日本語版は未発売。